# بخش مرکزی شهرستان ورامین
بخش مرکزی شهرستان ورامین یکی از بخش‌های شهرستان ورامین در استان تهران ایران است.

## تقسیمات کشوری
- بخش مرکزی شهرستان ورامین
  - دهستان بهنام پازوکی جنوبی
  - دهستان بهنام وسط شمالی

شهر: ورامین

## جمعیت
بنابر سرشماری مرکز آمار ایران، جمعیت بخش مرکزی شهرستان ورامین در سال ۱۳۸۵ برابر با ۲۳۳۹۶۹ نفر بوده است.